# Escalhão
Escalhão es una freguesia portuguesa del municipio de Figueira de Castelo Rodrigo, en el distrito de Guarda, con 78,81 km² de superficie y 770 habitantes (2011). Su densidad de población es de 9,8 hab/km².
Situada al nordeste del término municipal y fronteriza con España, Escalhão fue sede de municipio hasta principios del siglo XIX, con carta foral otorgada en 1650 por el rey D. João V, quien ya en 1648 había dado a la localidad el título de "Honra", en reconocimiento a la destacada participación de sus habitantes en la Guerra de Restauración portuguesa, en la que, según recuerda una placa en la iglesia,  el 17 de octubre de 1642 los moradores, ayudados solo por 35 soldados, "se defendieron en un reducto que hicieron junto a la iglesia contra cuatro mil quinientos infantes y cuatrocientos caballos … y mataron gran cantidad de ellos…”.
En el patrimonio histórico-artístico de la freguesia destacan la iglesia parroquial de N.ª Sra. dos Anjos (de los Ángeles), antigua fortaleza, y el llamado puente romano, construcción medieval del siglo XIV sobre la ribera de Aguiar. En el territorio de Escalhāo se encuentra la aldea de Barca de Alba, situada en un hermoso paraje natural y puerto de los cruceros fluviales por el Duero.
En su Viaje a Portugal, José Saramago estuvo en Escalhão, que, a diferencia de la cercana Vermiosa, le causó una buena impresión, deteniéndose en describir la iglesia parroquial y las obras artísticas que contiene:

Cuenta [el viajero] con llegar a una aldea perdida  y da con una villa de buen tamaño, desahogada de calles y con grandes árboles en la plaza [...] No puede el viajero entrar en la sacristía, donde dicen que hay buenas pinturas al fresco, pero vio con calma la iglesia, que justifica la jornada. Es quinientista el edificio, de amplio trazado, y no faltan en él piezas de alto valor artístico..."